# اردوگاه الحسین
مخیم الحسین (به عربی: مخیم الحسین) یک منطقهٔ مسکونی در اردن است که در استان امان واقع شده است. مخیم الحسین ۰٫۴۲ کیلومتر مربع مساحت و ۳۲٬۰۰۰ نفر جمعیت دارد.